# Ben Redshaw
Pas d'image ? Cliquez ici

a Compétitions nationales et continentales officielles uniquement.

b Matchs officiels uniquement.
Dernière mise à jour le 3 avril 2025.
Ben Redshaw, né le 10 janvier 2005 à Leeds (Angleterre), est un joueur anglais de rugby à XV jouant aux postes d'arrière ou d'ailier aux Newcastle Falcons.

## Biographie
Né à Leeds, Ben Redshaw commence la pratique du rugby à XV au club local du West Park Leeds RUFC avant de rejoindre le centre de formation des Newcastle Falcons à 14 ans.
Ben Redshaw joue avec l'équipe d'Angleterre des moins de 18 ans lors de deux campagnes du Tournoi des Six Nations et d'une tournée en Afrique du Sud, où il est capitaine à plusieurs reprises,,.
En 2023, il intègre l'équipe senior des Newcastle Falcons après avoir terminé ses études à la Sedbergh School, où il joue également au rugby, et signe un contrat de deux ans.
Il fait ensuite ses débuts avec Newcastle à seulement 18 ans, en Coupe d'Angleterre, entrant en jeu contre Bedford Blues le 15 septembre 2023, avant de connaître sa première titularisation une semaine plus tard lors d'une victoire contre les Sale Sharks. Il obtient sa première titularisation en championnat lors de la première journée de la saison 2023-2024 de Premiership, dans une défaite contre Bath Rugby. Plus tard dans l'année, il se rend en France pour passer une semaine d'entraînement avec l'équipe senior d'Angleterre qui prépare la Coupe du monde 2023.
Durant l'année 2023, il joue également en prêt avec le Tynedale RFC (en) et prend part à deux matchs avec cette équipe.
L'année suivante, il est sélectionné avec l'équipe d'Angleterre des moins de 20 ans par Mark Mapletoft pour le Tournoi des Six Nations 2024. Il joue tous les matchs et remporte le Tournoi en faisant le Petit Chelem,. Il est ensuite convoqué pour le Championnat du monde junior de la même année, que les Anglais remportent en battant la France en finale. Bien que ses deux postes de prédilection sont arrière et ailier, il dépanne durant deux matchs au poste de centre.